# INTERBUS
INTERBUS是一個現場總線系統，控制系統（如個人電腦、PLC、工業機器人控制器等）可以藉由此系統和連接感測器及致動器的分散式輸入輸出模組交換資料。
INTERBUS現場總線是由菲尼克斯电气在1983年所推出，是歐盟標準EN 50254及IEC 61158中的一部份。1987年在汉诺威工业博览会發表，當時的名稱是Interbus-S。
已有超過600家廠商將INTERBUS技術用在控制系統及現場設備中。
自從2011年起，INTERBUS技術是由Profibus and Profinet International所維護，該組織還有維護Profibus和Profinet通訊協定。

## 技術
INTERBUS網路在网络拓扑上是主動環狀網路。因為前向通道和返回通道在同一個纜線中，而且每一個設備都至少有輸入和輸出兩個端子，因此可以產生類似樹狀的實體網路結構。若要讓環封閉，假設沒有其他的設備接在後面，所有網路上的設備都可以在內部連接輸入和輸出。若在所謂的網路終端出現分支，新的分支會整合到前向通道中，因此就擴展了環狀網路。若某一個設備故障失效，前一個設備會自動讓環狀網路閉合，讓網路可以在故障設備之前的這部份運作。

## 外部連結
- www.interbusclub.com（页面存档备份，存于）
- www.phoenixcontact.com（页面存档备份，存于）
- Interbus - introduction